# Hundsrück (Dammbach)
Hundsrück ist ein Gemeindeteil der Gemeinde Dammbach im unterfränkischen Landkreis Aschaffenburg in Bayern.

## Geographie
Die Einöde Hundsrück liegt im Spessart auf einer Lichtung am Eselsweg, zwischen Dammbach und Altenbuch, direkt an der Grenze zum Landkreis Miltenberg. Südwestlich befindet sich das Dorf Wildensee, im Westen liegt Oberkrausenbach.